# Lactarius subumbonatus

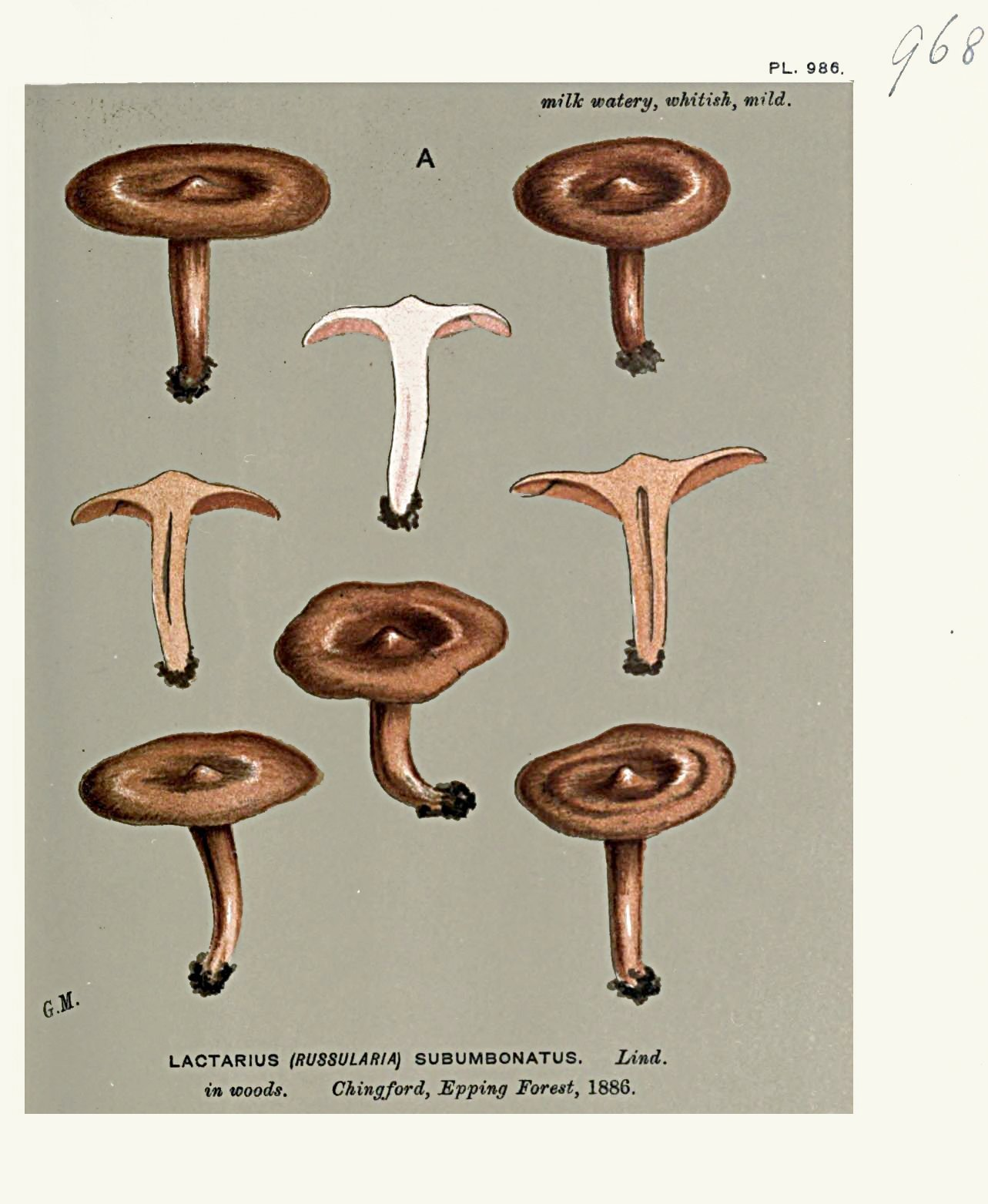

Lactarius subumbonatus Lindgr. – gatunek grzybów należący do rodziny gołąbkowatych (Russulaceae).

## Systematyka i nazewnictwo
Pozycja w klasyfikacji według Index Fungorum: Lactarius, Russulaceae, Russulales, Incertae sedis, Agaricomycetes, Agaricomycotina, Basidiomycota, Fungi.
Po raz pierwszy opisał go w 1845 r. Sven Johan Lindgren i nadana przez niego nazwa naukowa jest aktualna. Synonim: Lactifluus subumbonatus (Lindgr.) Kuntze 1891.

## Morfologia
Kapelusz
Średnica 3–7 cm, szybko się wypłaszczający z drobnym garbkiem na środku. Powierzchnia lekko pomarszczona i pofalowana, ciemnoczerwona, brązowoczerwonawa, ciemnobrązowa lub czarnobrązowa. Brzeg wyraźnie, szeroko prążkowany.
Blaszki
Gość gęste, z blaszeczkami, przyrośnięte lub nieco zbiegające na trzon, początkowo blado żółtawe, żółtoochrowe lub żółtobrązowe, potem prawie pomarańczowe.
Trzon
Wysokość 2–5 cm, nieregularnie cylindryczny lub pogrubiony u nasady, zwykle lekko zakrzywiony, pełny. Powierzchnia żółtawa, żółtobrązowa, żółtopomarańczowa lub żółtoczerwona, wierzchołek jaśniejszy, lekko włóknisto-puszysty z podłużnymi bruzdami będącymi przedłużeniami blaszek.
Miąższ
Ochrowy do pomarańczowobrązowego, ciemniejszy w środku. Ma nieprzyjemny zapach podobny do mleczaja dębowego (Lactarius quietus) i łagodny smak. Mleczko jest białawe, wodniste, w smaku nie jest piekące.

## Występowanie i siedlisko
Znane są jego stanowiska głównie w Europie, poza nią podano pojedyncze stanowiska w Ameryce Północnej i Południowej. W Europie jest szeroko rozprzestrzeniony. W Polsce do 2003 r. gatunek ten był nieznany, po raz pierwszy jego stanowiska podano w 2012 r. Znajduje się na liście gatunków zagrożonych i wartych objęcia ochroną.
Naziemny grzyb mykoryzowy. Owocniki pojawiają się latem i jesienią w lasach iglastych, ogrodach, parkach i na poboczach dróg, w symbiozie z różnymi drzewami iglastymi, ale także z dębem lub bukiem, lubi tereny bardziej wilgotne.

## Zastosowanie
Jest grzybem jadalnym, ale małej wartości, ze względu na nieprzyjemny smak mięsa.